# Léon Pêtre
Léon Charles Adolphe Pêtre (* 13. November 1881 in Bourges; † 5. Dezember 1956 in Paris) war ein französischer Kolonialbeamter. Er war Kommissar von Französisch-Togo und Gouverneur von Niger.

## Leben
Léon Pêtre war ein Sohn von Charles Pêtre und dessen Ehefrau Juliette Illig. 1914 heiratete er in Paris Marguerite Pichoz. Pêtre arbeitete in verschiedenen Funktionen in der Verwaltung der französischen Kolonien. 1931 war er Kabinettschef von Blaise Diagne, des Unterstaatssekretärs für die Kolonien. Von 1933 bis 1934 stand Pêtre interimsmäßig als Kommissar an der Spitze der Verwaltung von Französisch-Togoland. Sein Vorgänger in diesem Amt war Robert de Guise, sein Nachfolger Maurice Bourgine. Anstelle des nach Französisch-Togoland wechselnden Maurice Bourgine wurde Léon Pêtre 1934 Gouverneur der Kolonie Niger. In dieser Funktion wurde er 1935 von Joseph Court abgelöst. Gemeinsam mit Joseph Trillat schrieb Pêtre das 1942 erschienene Buch La France outre-mer über die französischen Gebiete in Übersee.

## Ehrungen
- Ritter (1925) und Offizier (1936) der Ehrenlegion[1]